# 楊巍
杨巍（1517年—1608年），字伯谦，号二山，又号梦山，山东济南府武定州海丰县尚义里（今无棣杨三里村）人。明朝政治人物。

## 生平
生于明武宗正德十二年（1517年），家貧好學，常借雪映月光苦讀，十七歲考取生员，十九歲身染重病。嘉靖二十二年（1543年）中癸卯科山東鄉試举人，在楞严寺苦讀。嘉靖二十六年（1547年）成丁未科進士，户部觀政，次年授武進知縣。三十一年（1552年）正月选授兵科給事中，丁父忧归。服阕，復除吏科给事中，三十五年二月升山西按察司佥事，进布政司右参议、按察司副使，嘉靖四十二年四月升都察院右佥都御史、巡抚宣府，四十三年二月以疾乞归。嘉靖四十五年闰十月，接替戴才以右佥都御史、巡抚陕西。
隆慶元年（1567年）十月，升都察院右副都御史、提督雁门等关兼巡抚山西，三年八月升兵部右侍郎，四年二月以母老身病乞假归。
神宗继位，隆慶六年（1572年）七月起复原职，万历二年（1574年）四月改任吏部右侍郎，次月升左侍郎，三年二月乞致仕终养。十年（1582年）五月起复原职，七月出任南京户部尚书。次年授资政大夫衔，不久改任工部尚书。十一年四月改任户部尚书，七月改任吏部尚书，十八年二月累疏乞休，特准致仕，著驰驿去。家居十五年，万历三十三年（1608年）卒，享年九十二。赠少保。楊巍最初歷任中外官職，甚有名聲，但到官至吏部尚書秉銓時，已是年耄骫骳，故行事多聽首輔申時行的指揮，故被御使江東之、李植等彈劾抨擊，以致他名望大損，但是他為人有清操，性長厚，不為刻核行。

## 評價
《明史》贊曰：「張瀚、王國光、梁夢龍皆以才辦稱，楊巍、趙煥、鄭繼之亦負清望，及秉銓政，蒙詬議焉。於時政府參懷，言路脅制，固積重難返，然以公滅私之節，諸人蓋不能無愧雲。」
順治皇帝：「舊臣楊巍，德行勉力，仁愛孝順，功勳卓著，安內攘外。」

## 家族
曾祖楊麟，曾任義官；祖父楊斌，曾任義官，行商于江淮間，溺死于邵伯湖；祖母张氏；父楊光祖（1479年-1551年），字克孝，號坦菴，曾任陰陽官。母安氏。弟杨岩。

## 延伸阅读
[在维基数据编辑]
 在维基文库阅读此作者作品
 《明史卷二百二十五》，出自《明史》